# Laurent Desbiens

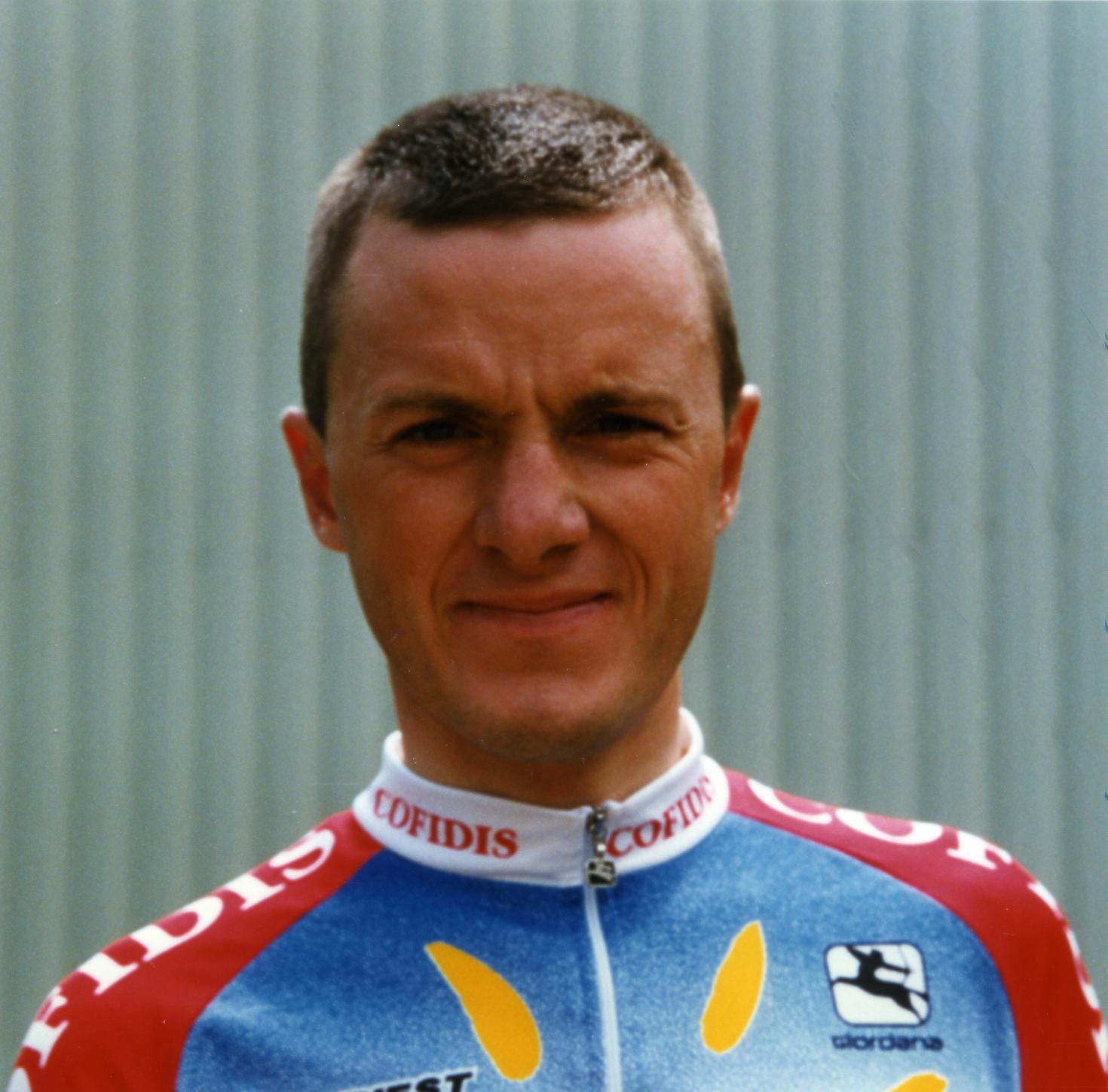
Laurent Desbiens

Laurent Desbiens (* 16. September 1969 in Mons-en-Barœul, Frankreich) ist ein ehemaliger französischer Radrennfahrer.

## Karriere
Desbiens’ Karriere begann im Jahre 1992 und dauerte bis 2001. Insgesamt nahm er sieben Mal an der Tour de France teil und konnte 1997 eine Etappe gewinnen. Auf der 11. Etappe war der ursprüngliche Etappensieger Serhij Uschakow wegen unfairem Sprint disqualifiziert worden. Ein Jahr später konnte Desbiens das Maillot jaune für zwei Tage tragen.
1996 wurde Desbiens wegen wiederholten Dopings mit Nandrolon für sechs Monate gesperrt und musste eine Geldstrafe zahlen. Laut einem Untersuchungsbericht der Anti-Doping-Kommission des französischen Senats vom Juli 2013 war Desbiens einer von rund 60 Fahrern, die mittels Nachtests aus dem Jahr 2004 des EPO-Dopings bei der Tour de France 1998 überführt werden konnten.

## Erfolge
1993
- eine Etappe und Gesamtwertung Vier Tage von Dünkirchen

1997
- eine Etappe Tour de France

1999
- eine Etappe Critérium du Dauphiné

## Teams
- 1992 Collstrop-Garden Wood-Histor
- 1993–1995 Castorama
- 1996 Gan
- 1998–2000 Équipe Cofidis
- 2001 Kelme-Costa Blanca